# Management (film)
Management (v anglickém originále Management) je americká filmová komedie z roku 2008. Režisérem filmu je Stephen Belber. Hlavní role ve filmu ztvárnili Jennifer Aniston, Steve Zahn, Woody Harrelson, Fred Ward a Margo Martindale.

## Obsazení
| Jennifer Aniston    | Sue Claussen |
| Steve Zahn          | Mike Flux    |
| Woody Harrelson     | Jango        |
| Fred Ward           | Jerry Flux   |
| Margo Martindale    | Trish Flux   |
| James Hiroyuki Liao | Al           |
| Josh Lucas          | Barry        |
| Tzi Ma              |              |
| Mark Boone Junior   | Jack         |